# 柔の星
『柔の星』（やわらのほし）は、1970年12月19日公開の「東宝チャンピオンまつり」内で上映された日本映画。国際プロデュース作品。カラー、シネマスコープ、73分。
キャッチコピーは「行け小天狗！必殺の俵崩しをひっさげて！日本一への道はけわしいぞ！」

## 概要
1967年より「週刊少年キング」（少年画報社）に連載され、1969年6月22日より東映製作でテレビドラマ化された『柔道一直線』は人気作となり、1970年7月には東映が行っている「東映まんがまつり」でもブロウアップ版が公開された。東宝でもこの人気にあやかり、柔道を題材にした映画を製作。基本的には『柔道一直線』との関連性は無いものの、主人公・大木健一役に『柔道一直線』で主人公・一条直也を演じた桜木健一、健一の級友・江藤雄二役に『柔道一直線』で直也のライバル・結城真吾を演じた近藤正臣をそれぞれ起用、そして擬斗にも『柔道一直線』の大野剣友会を起用するなどの共通点がある。タイトルは『巨人の星』のパロディである。
監督は新東宝出身の山田達雄、そしてプロデューサー（「製作」名義）には、かつて黒澤明監督作品を担当し、藤本真澄、田中友幸と並ぶ東宝三大プロデューサーと呼ばれた本木荘二郎が、外部発注作品とはいえ、久々の東宝スクリーン復帰となった。
全国高校柔道選手権大会の撮影は国本高等学校の体育館で撮影された。天道高校柔道部員・田波俊介役で出演した成川哲夫は、当時東京都狛江市に住んでいたため、現場への移動が楽であったと述懐している。また、成川が演じる田波と桜木が演じる大木健一が組み合いながら飛び降りるシーンでは、桜木は代役であったが、成川は自身で飛び降りている。

## ストーリー
静岡県で「伊豆の小天狗」の異名を持つ高校生柔道家・大木健一は、静岡県下高校柔道選手権試合に参加し、必殺技「俵崩し」で優勝するが、その日母ヤスが急死した。既に父も亡く、孤児になった健一は、東京でラーメン屋を営む伯母キヨに引き取られ、やがて東京の花畑高校に転校した。そこでも直ちに柔道部に入部、やがて天道高校との対抗試合に出場するが、天道高校のエース田波俊介に俵崩しを破られて敗北した。初の敗北にショックとなった健一は、夜遅くまで東京の街をさまよい、柔道部員の江藤と共にゴーゴー喫茶で踊り明かす。そこで紹介された朱実にひかれ、健一は柔道の練習をなまけるようになり、挙げ句の果てに愚連隊と大げんかして、とうとう柔道部から懲戒処分を受ける。すっかり落ち込んだ健一は静岡へ帰郷すると、そこで静岡時代の恩師・吉岡達夫に再会、そこで吉岡から「無心になれ」と励まされた健一は、今までの行いを反省すると、東京に帰って柔道の練習を再開、やがて懲戒処分もとけた。その後、全国高校柔道選手権大会が開幕、天道高校も参加する。そして決勝戦で田波と再戦した健一は、田波を倒して見事優勝し、母の墓前に優勝の報告をしたのだった。

## 出演者
- 大木健一（主人公） - 桜木健一
- 大木ヤス（健一の母） - 露原千草
- キヨ（健一の伯母） - 清川虹子
- 吉村映子 - 木村由貴子
- 町田朱実 - 岸久美子
- 江藤雄二（花畑高校柔道部員） - 近藤正臣
- 吉岡達夫（健一の静岡時代の恩師） - 川津祐介
- 吉岡世津子（達夫の妻） - 葉山葉子
- 田波俊介（天道高校柔道部員） - 成川哲夫
- 坂根先生（花畑高校柔道部顧問） - 杉浦真三雄
- 宇野哲也（天道高校柔道部顧問） - 大下哲夫
- 早川恒彦（花畑高校柔道部キャプテン） - 山下哲夫
- 矢島一郎（花畑高校柔道部員） - 鈴木勇作
- 柏木三郎（花畑高校柔道部員） - 宮本和男
- 神谷勉（花畑高校柔道部員） - 石井浩
- 松原 - 冨士乃幸夫
- 山下 - 飯塚実
- 川口 - 高橋一俊
- 警察署主任 - 加藤正之
- 英語教師 - 稲川善一
- かつぎ屋 - 近松麗江、美舟洋子、若山道子
- 朱実のグループ - 平井佳代、青柳英子、林ミンミン、石村エリナ[5]
- 実況アナウンサー - 篠原大作
- その他 - 久本昇、佐野房信、瀬島達佳、岡田勝

## スタッフ
- 製作 - 本木荘二郎、吉野達弥
- 脚本 - 津田幸夫
- 監督 - 山田達雄
- 撮影 - 田地野万三
- 音楽 - 吉野達弥
- 美術 - 斉藤嘉男
- 録音 - 杉崎喬
- 照明 - 折茂重男
- スチル - 亀倉正子
- 編集 - 宮田二三夫
- 助監督 - 塚田正熙[5]
- 技斗 - 高橋一俊
- 整音 - 目黒スタジオ
- 現像 - 東京現像所

## 主題歌
「柔の星」
- 作詞 - 福富太郎 / 作曲 - 吉野達弥 / 歌 - 桜木健一

## テレビ放送
- 2004年にはCS放送「日本映画専門チャンネル」の企画「映画になったテレビ50年」の一本として放送したが、番組では本作の原作を『柔道一直線』とされた。なおこの企画では、本木プロデュース作品の次作にして最終作『おくさまは18才 新婚教室』（『おくさまは18歳』の映画作）も放送された。

## 同時上映
- モスラ対ゴジラ（短縮リバイバル）
- 昆虫物語 みなしごハッチ（第1作）
- アタックNo.1 涙の世界選手権